# Protection sociale
 (novembre 2008).
La protection sociale est l'ensemble des mécanismes de prévoyance collective qui permettent aux individus ou aux ménages de faire face financièrement aux conséquences des risques sociaux, c'est-à-dire aux situations pouvant provoquer une baisse des ressources ou une hausse des dépenses (vieillesse, maladie, maladie professionnelle, invalidité, chômage, charges de famille…). La protection sociale a donc à la fois des objectifs matériels (permettre aux individus de survivre quand ils sont malades, ou âgés, ou chargés de famille nombreuses, par exemple) et des objectifs sociaux (réduire l'inégalité devant les risques de la vie et assurer aux individus un minimum de revenus leur permettant d'être intégrés à la société).
Elle est assurée par des institutions : c'est d'abord la Sécurité sociale (protection contre la maladie, la vieillesse, etc.), mais pas seulement elle. Il s'agit aussi de l'État lui-même dont le budget assure certaines dépenses (bourses scolaires, indemnisation des chômeurs en fin de droits, par exemple) et des collectivités territoriales (les Communes peuvent prendre en charge certaines dépenses des retraités ayant peu de ressources, comme les dépenses de transport, par exemple). Enfin, les administrations privées (les organisations caritatives, comme le Secours catholique ou le Secours populaire, par exemple) prennent en charge également une partie de la protection sociale, souvent en direction des populations les plus marginalisées.
La plupart des dépenses de protection sociale sont financées par les prélèvements obligatoires. Les impôts permettent de payer les dépenses inscrites aux budgets de l'État ou des collectivités territoriales. Les cotisations sociales patronales et salariales permettent de financer les dépenses de la Sécurité sociale. Les administrations privées sont financées par les dons des particuliers et les subventions éventuellement reçues de l'État, des collectivités territoriales ou même des organismes supra-nationaux (l'Union européenne verse des subventions à certaines associations s'occupant de l'aide alimentaire ou du logement des exclus, par exemple).

## Risques couverts
Les principaux risques couverts de la protection sociale sont les suivants :
- la santé, qui comprend la maladie, l'invalidité, les accidents du travail et les maladies professionnelles ;
- la famille, qui intègre les prestations familiales (allocations familiales, aides pour la garde d'enfants), les indemnités journalières et prestations liées à la maternité ;
- la vieillesse et la survie, qui incluent principalement les pensions et les pensions de réversion ;
- le logement, qui comprend essentiellement les allocations de logement ;
- l'emploi, qui comprend divers dispositifs liés à l'insertion et à la réinsertion professionnelle ainsi que l'indemnisation du chômage ;
- la pauvreté et l'exclusion sociale, qui regroupent des prestations diverses en faveur des personnes démunies.
- la dépendance, ce risque a été créé pour financer la prise en charge des personnes âgées ou handicapées ; actuellement, le risque dépendance est couvert par divers dispositifs qui ne constituent pas une réponse d'ensemble[Où ?].

## La protection sociale en France et dans le monde
La protection sociale relève de différents organismes de sécurité sociale (assurance maladie, prestations familiales, assurance vieillesse, accidents du travail et maladies professionnelles), ou d'autres institutions (régimes complémentaires de retraite, régime du chômage, régimes complémentaires facultatifs d'assurance maladie tels que les mutuelles et institutions de prévoyance). L'organisation est très variable selon les pays.
On distingue deux logiques dans la protection sociale, dont l'importance varie selon les États. Une première logique est la logique d'assurance, qui a pour objectif de couvrir les risques sociaux par une redistribution horizontale, sans conditions de ressource. Cette logique (assurance chômage, retraites…) est ainsi financée par les cotisations sociales (des salariés et des employeurs). Ici, l’État opère une mutualisation nationale obligatoire des risques sociaux. Cette logique prédominaient en France à la création d'une protection sociale grâce à Ambroise Croizat, ministre communiste du travail et de la sécurité sociale du Général de Gaulle entre 1945 et 1947.
On distingue alors une deuxième logique : la logique d'assistance qui permet la couverture des risques sociaux des plus démunis (qui ne peuvent cotiser) en opérant une redistribution verticale (RSA par exemple). Cette logique a donc pour but sous-jacent de réduire les inégalités, elle est ainsi financée par des impôts et des taxes proportionnels et progressifs comme l'impôt sur le revenu en France. Les prestations sociales sont ainsi versées sous conditions de ressources. Cette logique devient de plus en plus dominantes dans les modèles de protection sociale actuels.
Ces deux logiques sont complémentaires mais leur place varient selon les pays (Allemagne assurantielle et France universaliste). Elles ont un fondement commun : une solidarité nationale que ce soit parce que les plus riches aident les plus démunis ou parce qu'une mutualisation a été mise en place.

### EnFrance
En France, on distingue trois régimes principaux de protection sociale :
1. Le régime général, avec essentiellement la sécurité sociale ;
2. Le régime agricole, avec essentiellement la Mutualité sociale agricole ;
3. Le régime social des indépendants.

L'emploi relève de l'Unédic. Il existe également des régimes complémentaires et des mutuelles.
La plupart des institutions de protection sociale sont des organismes à but non lucratif qui assurent une mission de service public sous le contrôle étroit de l'État, qui assure une fonction de tutelle. Elles s'inscrivent dans un système de solidarité et, de ce fait, sont exclues du champ de la libre concurrence.

### La protection sociale complémentaire de la fonction publique
Une transformation de la protection sociale complémentaire, santé et prévoyance de la fonction publique a été lancée. L’ordonnance du 17 février 2021, signée par le Président de la République, publiée au Journal officiel du 18 février 2021, oblige les employeurs publics à financer au moins 50 % de la complémentaire santé des agents publics. L'entrée en vigueur a été effectuée par paliers à compter du 1er janvier 2022.

### Dans le monde
Partout dans le monde, les systèmes de protection sociale visent à aider les individus et leurs familles, en particulier les ménages pauvres et vulnérables, à :
- affronter les crises et les chocs ;
- trouver un emploi et gagner en productivité ;
- investir dans la santé et l’éducation de leurs enfants ;
- protéger ceux qui vieillissent.

La protection sociale universelle a pour objectif de veiller à ce que toute personne ayant besoin de protection sociale puisse y avoir accès en tout temps. Cela englobe les prestations à l’enfance, les pensions de vieillesse pour les personnes âgées et les prestations pour les personnes en âge de travailler en cas de maternité, d’invalidité, d’accident du travail ou de chômage.
Cette aide peut être fournie par le biais de l’assurance sociale, de prestations sociales financées par l’impôt, de services d’aide sociale, de programmes de travaux publics et d’autres régimes garantissant une sécurité élémentaire de revenu.
Les systèmes de protection sociale figurent en bonne place dans les objectifs de développement durable (ODD) des Nations unies. L’objectif 1.3 appelle ainsi à mettre en place « des systèmes et mesures de protection sociale pour tous, adaptés au contexte national, y compris des socles de protection sociale, et faire en sorte que, d’ici à 2030, une part importante des pauvres et des personnes vulnérables en bénéficient ».
Avec un système de protection sociale bien conçu et mis en œuvre, un pays sera mieux équipé pour valoriser le capital humain et accroître la productivité, réduire les inégalités, renforcer la résilience et lutter contre la transmission de la pauvreté d’une génération à l’autre. Ces systèmes et instruments ont un pouvoir transformateur en ce qu’ils agissent non seulement comme des amortisseurs en aidant les populations pauvres et vulnérables à atténuer l’impact des chocs économiques et budgétaires, mais aussi parce qu’ils garantissent l’égalité des chances en donnant à ceux qui sont en bas de l’échelle la possibilité de s’extraire de la pauvreté et de devenir des membres productifs de la société. En outre, en permettant aux populations pauvres et vulnérables d‘améliorer leurs conditions de vie et celles de leur famille, ils peuvent les dissuader de migrer en quête d’une vie meilleure. Par ailleurs, lorsqu’ils sont bien conçus, les programmes d’emploi et de protection sociale sont relativement économiques, avec un coût correspondant en moyenne à 1,5 % du PIB.